# Friba Razayee
Friba Razayee (Kabul, 3 september 1985) is een Afghaanse judoka. Hij nam eenmaal deel aan de Olympische Spelen, maar won hierbij geen medailles.
Razayee moest onder het Taliban-regime haar land ontvluchten en kwam zo terecht in Pakistan. Daar begon ze aanvankelijk te boksen. Na haar terugkeer in Afghanistan in 2002 schakelde ze over naar judo.
Als judoka nam ze deel aan de Olympische Spelen van 2004 in Athene, waar ze uitkwam in de klasse - 70kg. Ze was hiermee, samen met Robina Muqim Yaar, de eerste Afghaanse vrouw die mocht deelnemen aan de Olympische Spelen. In de 1e ronde werd ze al na 45 seconden met ippon uitgeschakeld door de Spaanse Cecilia Blanco.